# Eleições municipais de Campo Grande em 2000
As eleições municipais da cidade brasileira de Campo Grande ocorreram no dia 1 de outubro de 2000, para eleger um prefeito, um vice-prefeito e 21 vereadores para a administração da cidade e a votação se deu em um único turno. André Puccinelli, do PMDB foi reeleito para governar a cidade pelo período de 1º de janeiro de 2001 a 31 de dezembro de 2004.

## Candidatos a prefeito
| Cor | Nº | Candidato(a) a prefeito | Candidato(a) a prefeito                        | Candidato(a) a vice-prefeito | Candidato(a) a vice-prefeito           | Coligação |
| --- | -- | ----------------------- | ---------------------------------------------- | ---------------------------- | -------------------------------------- | --- |
|     | 15 |                         | André Puccinelli (PMDB) André Puccinelli       |                              | Oswaldo Possari (PSDB) Oswaldo Possari | Mais Amor, Trabalho e Fé Partido do Movimento Democrático Brasileiro (PMDB) Partido da Social Democracia Brasileira (PSDB) Partido da Frente Liberal (PFL) Partido Trabalhista Brasileiro (PTB) Partido Social Democrático (PSD) Partido da Mobilização Nacional (PMN) Partido Progressista Brasileiro (PPB) Partido Social Cristão (PSC) Partido Trabalhista do Brasil (PTdoB) Partido da Reedificação da Ordem Nacional (PRONA) Partido Humanista da Solidariedade (PHS) Partido Trabalhista Nacional (PTN) Partido Republicano Progressista (PRP) |
|     | 13 |                         | Ben-Hur Ferreira (PT) Eurídio Ben-Hur Ferreira |                              | Ary Rigo (PDT) Ary Rigo                | Campo Grande Bem Melhor Partido dos Trabalhadores (PT) Partido Democrático Trabalhista (PDT) Partido dos Aposentados da Nação (PAN) Partido Comunista do Brasil (PCdoB) Partido Geral dos Trabalhadores (PGT) Partido Social Liberal (PSL) Partido Socialista Brasileiro (PSB) Partido Social Trabalhista (PST) Partido Renovador Trabalhista Brasileiro (PRTB) Partido Socialista dos Trabalhadores Unificado (PSTU) |
|     | 22 |                         | Bernardo Lahdo (PL)                            |                              | Reginaldo Ferreira (PL)                | Partido não coligado Partido Liberal (PL) |
|     | 23 |                         | Carmelino Rezende (PPS)                        |                              | Luiz Ovando (PPS)                      | Partido não coligado Partido Popular Socialista (PPS) |
|     | 43 |                         | Monika Schrader (PV)                           |                              | Antonio Franco (PV)                    | Partido não coligado Partido Verde (PV) |

## Resultados da eleição

### Prefeito
| 1º Turno 1 de outubro de 2000 | 1º Turno 1 de outubro de 2000 | 1º Turno 1 de outubro de 2000 | 1º Turno 1 de outubro de 2000 |
| Candidato(a)                  | Vice                          | Votação                       | Votação                       |
| Candidato(a)                  | Vice                          | Total                         | Porcentagem                   |
| ----------------------------- | ----------------------------- | ----------------------------- | ----------------------------- |
| André Puccinelli (PMDB)       | Oswaldo Possari (PSDB)        | 223.312                       | 68,13%                        |
| Ben-Hur Ferreira (PT)         | Ary Rigo (PDT)                | 69.511                        | 21,21%                        |
| Monika Schrader (PV)          | Antonio Franco (PV)           | 16.674                        | 5,09%                         |
| Carmelino Rezende (PPS)       | Luiz Ovando (PPS)             | 13.925                        | 4,25%                         |
| Bernardo Lahdo (PL)           | Reginaldo Ferreira (PL)       | 4.347                         | 1,32%                         |
| Total de votos válidos        | Total de votos válidos        | 327.769                       | 100,00%                       |
| Votos apurados                |                               |                               |                               |
| Votos válidos                 | Votos válidos                 | 327.769                       | 94,39%                        |
| Votos em branco               | Votos em branco               | 5.622                         | 1,62%                         |
| Votos nulos                   | Votos nulos                   | 13.842                        | 3,99%                         |
| Total de votos apurados       | Total de votos apurados       | 347.233                       | 100,00%                       |
| Eleitores                     |                               |                               |                               |
| Comparecimento                | Comparecimento                | 347.233                       | 86,03%                        |
| Abstenções                    | Abstenções                    | 56.379                        | 13,97%                        |
| Total de eleitores            | Total de eleitores            | 403.612                       | 100,00%                       |

| Partido | Partido | Candidato  | Votos   | Votos (%) |
| ------- | ------- | ---------- | ------- | --------- |
|         | PMDB    | Puccinelli | 223 312 | 68,13%    |
|         | PT      | Ben-Hur    | 69 511  | 21,21%    |
|         | PV      | Monika     | 16 674  | 5,09%     |
|         | PPS     | Carmelino  | 13 925  | 4,25%     |
|         | PL      | Bernardo   | 4 347   | 1,33%     |
| Totais  | Totais  | Totais     | 327 769 |           |

### Vereadores
Os eleitos foram remanejados pelo coeficiente eleitoral destinado a cada coligação. Abaixo a lista com o número de vagas e os candidatos eleitos. O ícone  indica os que foram reeleitos.
| Candidato(a)       | Partido | Coligação                | Votação     | %    |                          |        |      |
| ------------------ | ------- | ------------------------ | ----------- | ---- | ------------------------ | ------ | ---- |
| Candidato(a)       | Partido | Coligação                | Tereza Name | PSDB | Mais Amor, Trabalho e Fé | 10.472 | 3,15 |
| Magali Picarelli   | PSD     | Mais Amor, Trabalho e Fé | 8.601       | 2,58 |                          |        |      |
| Dr. Antonio Cruz   | PMDB    | Mais Amor, Trabalho e Fé | 8.304       | 2,49 |                          |        |      |
| Nelsinho Trad      | PTB     | Mais Amor, Trabalho e Fé | 7.155       | 2,15 |                          |        |      |
| Celso Ianaze       | PMDB    | Mais Amor, Trabalho e Fé | 4.923       | 1,48 |                          |        |      |
| Edil Albuquerque   | PFL     | Mais Amor, Trabalho e Fé | 4.813       | 1,45 |                          |        |      |
| Dr. Jamal          | PMDB    | Mais Amor, Trabalho e Fé | 4.472       | 1,34 |                          |        |      |
| Márcio Matozinhos  | PMDB    | Mais Amor, Trabalho e Fé | 4.427       | 1,33 |                          |        |      |
| Miltinho Viana     | PTB     | Mais Amor, Trabalho e Fé | 4.425       | 1,33 |                          |        |      |
| Youssif Domingos   | PDT     | Campo Grande Bem Melhor  | 4.377       | 1,32 |                          |        |      |
| Cristóvão Silveira | PSDB    | Mais Amor, Trabalho e Fé | 4.084       | 1,23 |                          |        |      |
| Pércio Andrade     | PFL     | Mais Amor, Trabalho e Fé | 3.952       | 1,19 |                          |        |      |
| Paulo Pedra        | PDT     | Campo Grande Bem Melhor  | 3.827       | 1,15 |                          |        |      |
| Elias Dib          | PMDB    | Mais Amor, Trabalho e Fé | 3.734       | 1,12 |                          |        |      |
| Alex do PT         | PT      | Campo Grande Bem Melhor  | 3.260       | 0,98 |                          |        |      |
| Robson Martins     | PSDB    | Mais Amor, Trabalho e Fé | 2.986       | 0,90 |                          |        |      |
| Jorge Martins      | PST     | Campo Grande Bem Melhor  | 2.764       | 0,83 |                          |        |      |
| Silvio Nucci       | PT      | Campo Grande Bem Melhor  | 2.678       | 0,80 |                          |        |      |
| Airton Saraiva     | PMN     | Mais Amor, Trabalho e Fé | 2.438       | 0,73 |                          |        |      |
| Marcelo Bluma      | PMN     | Mais Amor, Trabalho e Fé | 2.412       | 0,72 |                          |        |      |
| Cabo Almi          | PT      | Campo Grande Bem Melhor  | 2.377       | 0,71 |                          |        |      |